# Phalacrachena
Phalacrachena es un género  de plantas con flores de la familia de las asteráceas. Comprende 5 especies descritas y de estas, solo 2 aceptadas.

## Taxonomía
El género fue descrito por Modest Ilyín  y publicado en Bot. Mater. Gerb. Bot. Inst. Komarova Akad. Nauk SSSR 7: 51. 1937.

## Especies aceptadas
A continuación se brinda un listado de las especies del género Phalacrachena aceptadas hasta febrero de 2015, ordenadas alfabéticamente. Para cada una se indica el nombre binomial seguido del autor, abreviado según las convenciones y usos.
- Phalacrachena calva (Ledeb.) Iljin
- Phalacrachena inuloides (Fisch. ex Janka) Iljin